# Kerala formosensis
Kerala formosensis är en fjärilsart som beskrevs av Embrik Strand 1922. Kerala formosensis ingår i släktet Kerala och familjen trågspinnare. Inga underarter finns listade i Catalogue of Life.